# Paata Chamouguia
 (août 2012).
Si vous disposez d'ouvrages ou d'articles de référence ou si vous connaissez des sites web de qualité traitant du thème abordé ici, merci de compléter l'article en donnant les références utiles à sa vérifiabilité et en les liant à la section « Notes et références ».
Paata Chamouguia (en géorgien : პაატა შამუგია) est un écrivain et un poète géorgien contemporain.

## Biographie
Paata Chamouguia est né en 1983 en Abkhazie, en Géorgie. Il vit à Tbilissi.
Il est diplômé de la faculté de philologie de l'Université de Tbilissi.
Paata Chamouguia a travaillé dans diverses revues et maisons d'édition. Il est l'auteur de nombreux poèmes (il a publié six recueils) et d'essais critiques.
Son poème Antitkhaossani, qui fait explicitement référence au fameux poème médiéval Le Chevalier à la peau de panthère de Chota Roustavéli, œuvre culte en Géorgie, a suscité un scandale littéraire à sa sortie en 2007.
Son style libre, ironique et souvent provocateur, fait qu'il est souvent classé parmi les poètes "underground" géorgiens. Apprécié ou détesté, « Paata Chamouguia est une fleur qui a poussé dans les poubelles de la Géorgie post-soviétique », selon un critique littéraire du mensuel Tskheli Shokoladi.

## Activités
Paata Chamouguia est actuellement rédacteur à Liberali, hebdomadaire géorgien.
Il collabore au portail demo.ge consacré à l'art contemporain et au site Pen Center dédié à la littérature géorgienne et à la défense des lettres et du journalisme en Géorgie.

## Prix
2012 : il a remporté le prix Saba du meilleur recueil de poèmes pour son ouvrage Akhatistos.